# Spinicranaus diabolicus
Genre
Espèce
Synonymes
- Cranaus diabolicus Simon, 1879

Spinicranaus diabolicus, unique représentant du genre Spinicranaus, est une espèce d'opilions laniatores de la famille des Cranaidae.

## Distribution
Cette espèce est endémique d'Équateur.

## Description
Le mâle holotype mesure 8 mm.

## Systématique et taxinomie
Cette espèce a été décrite sous le protonyme Cranaus diabolicus par Simon en 1879. Elle est placée dans le genre Spinicranaus par Roewer en 1913.

## Publications originales
- Simon, 1879 : « Essai d'une classification des Opiliones Mecostethi. Remarques synonymiques et descriptions d'espèces nouvelles. Première partie. » Annales de la Société Entomologique de Belgique, vol. 22, p. 183–241 (texte intégral).
- Roewer, 1913 : « Die Familie der Gonyleptiden der Opiliones-Laniatores [Part 2]. » Archiv für Naturgeschichte, sér. A, vol. 79, no 5, p. 257–472 (texte intégral).